# 野蠻遊戲：瘋狂叢林
《野蠻遊戲：瘋狂叢林》（英語：Jumanji: Welcome to the Jungle）是一部2017年美國奇幻冒險片，由傑克·卡斯丹執導。電影改編自克里斯·凡·艾斯伯格的1981年同名童書，同時也是1995電影《野蠻遊戲》的續集，前後相隔二十二年，並悼念已故的羅賓·威廉斯。由巨石強森、凱文·哈特、傑克·布萊克、凱倫·吉蘭、尼克·強納斯及鮑比·坎納瓦爾主演。
《野蠻遊戲：瘋狂叢林》於2017年12月20日在美國上映，並獲得了正面居多的評價，在全球獲得9.62億美元的票房，成為2017年票房第五高的電影。續集《野蠻遊戲：全面晉級》於2019年12月13日在美國上映。

## 劇情
1996年，新罕布什爾州布蘭福德鎮，少年艾力克斯·佛利克得到一個叫作《野蠻遊戲》之桌遊，其被他父親於海邊慢跑時從沙灘上撿回來。由於對桌遊不感興趣，艾力克斯將遊戲盒丟在一旁後繼續玩電子遊戲；當他晚上睡覺時被一陣光芒驚醒後，再度打開遊戲盒後突然發現桌遊已經變成一個動作冒險類遊戲卡。好奇的艾力克斯將其插在自己的遊戲機上，剛開始玩不久就突然被吸入遊戲裏。2016年，二十年後，本地高中的四名學生被留校察看：幫別人代寫作業的史賓賽·吉品、抄襲史賓賽作文的安東尼·「冰箱」·強森、考試途中打手機並自以為是的貝芬妮·沃克、以及不想參與體育課並頂撞老師的瑪莎·卡普利。四人被校長派到高中地下室清理舊文件時，剛好找到仍然插著野蠻遊戲卡的舊遊戲機，四人為打發時間而選好各自的角色後，突然間也被集體吸進遊戲裏。
四人於遊戲世界叢林裏會合後，發現他們已經變成各自所選的遊戲角色：史賓賽變成身材壯碩的冒險家史摩爾德·布雷史東，｢冰箱｣變成身材矮小的動物學家富蘭克林·芬巴，貝芬妮變成肥胖的男性地圖學家雪萊·歐伯倫、瑪莎變成美麗和武術兼備的突擊隊長露比·魯德豪斯。當貝芬妮被河馬吃掉卻又從空中掉回來後，史賓賽發現他們每人均有三條生命，一旦耗光不僅遊戲結束、每人也會因此死亡。他們都有各自的技能和弱點，以確保他們能在遊戲裏互相合作。這時，他們的嚮導兼非玩家角色奈傑出現，講解他們的任務是阻止遊戲最大反派羅素·范·佩爾特，一位搶奪叢林神聖寶石「美洲豹之眼」並控制整座叢林動物的邪惡冒險家。奈傑將他從佩爾特手中搶來的寶石交給他們四人後，告知他們必須將寶石送回神像上解除詛咒，並集體大喊“野蠻遊戲”才能通關遊戲。
四人被奈傑送到第二關所在的咆哮谷，得到一張只有貝芬妮才能閱讀的地圖，但很快遭到一群騎摩托的遊戲敵人追趕；瑪莎逃跑過程中中槍而損失一命。每過一關會增加難度，四人來到市場中尋找奈傑講過的地圖“缺失一處”，從裝著一條黑曼巴蛇的竹盒中獲得跟大象有關的情報後，佩爾特帶領人馬來到市場裡追殺他們。四人最後被到現在都依然身在遊戲中的艾力克斯救走，其充當飛行員角色傑佛森·麥多諾，眾人集體撤離至他居住的由原始玩家建立的樹屋。艾力克斯在交談中得知自己已在遊戲中受困二十年，史賓賽等人發誓會通關遊戲並將他送回現實世界。透過互相合作，五人闖入下一關所在的飛機庫後偷走一架直升機，飛過犀牛群圍繞的峽谷；途中一度將寶石掉落至峽谷裏，史賓賽被迫犧牲冰箱一命來讓他有機會拿回寶石回直升機上。眾人成功降落後，艾力克斯一度被蚊子叮咬，因這是他的角色弱點而即將死亡，貝芬妮用心肺復甦和人工呼吸將艾力克斯救活，但此過程也將她自己的一條生命給艾力克斯。
夜幕降臨，眾人來到最終關所在的神像附近，周圍被佩爾特操縱的一群美洲豹看守。除了瑪莎以外的所有人均只剩一條命，貝芬妮、冰箱和亞歴克斯透過聲東擊西戰術，讓史賓賽和瑪莎跑到神像下方。由於受佩爾特干預導致寶石掉落在曼巴蛇群中央，瑪莎想到靠毒蛇毒液讓自己死一次後從天而降，過程將寶石遞給攀爬到神像頂端的史賓賽。歸還寶石一刻，五人集體大喊“野蠻遊戲”後解除叢林詛咒，佩爾特也隨即死亡並化為一群老鼠。遊戲透過讓奈傑再度出現，透過每人握手告別讓他們均回到現實裏。史賓賽、冰箱、貝芬妮和瑪莎於高中地下室醒來後，首先發現艾力克斯沒跟他們在一起。而他們一起回家時，突然注意到原先荒廢多年的艾力克斯住家已變得嶄新，而當時成年並結婚生子的艾力克斯於家門口認出他們四人後，表示他是回到自己被吸入遊戲的1996年；眾人由此發現他們同時改變歷史。
經過這場遊戲冒險，四人各自心境發生改變，史賓賽和冰箱變成情同兄弟的好友，貝芬妮克服原來態度而待人變得熱心，瑪莎不再封閉自己並開始和彼此富有好感的史賓賽走到一起。然而最後，當他們四人於學校門口再度聽見遊戲中屢次傳出的鼓聲後，立即將整台遊戲機連同遊戲卡一同用保齡球砸碎並丟棄在學校垃圾桶旁，防止其他人會再玩這個遊戲。

## 演員

### 野蠻遊戲
| 演員                          | 角色                                                       | 備註 |
| 巨石強森 Dwayne Johnson       | 山德·「史摩爾德」·布雷史東 Dr. Xander "Smolder" Bravestone | 冒險家，史賓賽選擇的角色化身。 技能：大力士、無懼、攀登、速度、迴力鏢投擲、男子氣概噴發。 弱點：無。                                                |
| 凱文·哈特 Kevin Hart          | 富蘭克林·「摩斯」·芬巴 Franklin "Mouse" Finbar             | 動物學家，冰箱選擇的角色化身。 技能：動物學知識、武器支援。 弱點：蛋糕、速度、力量。                                                                |
| 傑克·布萊克 Jack Black        | 薛頓·「雪萊」·歐伯倫 Prof. Sheldon "Shelly" Oberon         | 地圖學家，貝芬妮選擇的角色化身。 技能：精通地圖學、人類學、考古學。 弱點：忍耐力。                                                                  |
| 凱倫·吉蘭 Karen Gillan        | 露比·魯德豪斯 Ruby Roundhouse                              | 突擊隊長，瑪莎選擇的角色化身。 技能：空手道、合氣道、太極、跳舞決鬥。 弱點：毒液。                                                                  |
| 尼克·強納斯 Nick Jonas        | 傑佛森·「水上飛機」·麥多諾 Jefferson "Seaplane" McDonough  | 飛行員，亞歴克斯選擇的角色化身，於1996年進入遊戲。 技能：辨識陷阱、駕駛載具。 弱點：蚊子。                                                          |
| 鮑比·坎納瓦爾 Bobby Cannavale | 羅素·范·佩爾特 Russel Van Pelt                             | 遊戲主要反派，盜取「美洲豹之眼」寶石的邪惡冒險家，領導一群傭兵團，靠寶石的力量而擁有控制整座叢林動物的能力。 與1995年原版電影中的獵人角色相同姓氏。 |
| 瑞斯·達比 Rhys Darby          | 奈傑·比林斯利 Nigel Billingsley                            | 遊戲嚮導，是一名非玩家角色，於開場和結尾時才會出現，給予玩家通關指引。                                                                              |

### 現實生活
| 演員                           | 角色                                          | 備註 |
| 亞歴克斯·沃爾夫 Alex Wolff     | 史賓賽·吉爾本 Spencer Gilpin                  | 為人孤僻的電玩宅男，因幫朋友代寫作業被抓到，成為被留校察看的四名學生之一。                                                  |
| 瑟達留士·布蘭 Ser'Darius Blain | 安東尼·「冰箱」·強森 Anthony "Fridge" Johnson | 身材高大的足球隊員，對學習成績缺乏自信，因叫史賓賽幫他代寫作文而被留校察看。                                                |
| 麥蒂森·艾斯曼 Madison Iseman   | 貝芬妮·沃克 Bethany Walker                    | 熱衷手機和社群網站的校花，只在乎自己的漂亮外表，過於自以為是而被留校察看。                                                  |
| 摩根·特納 Morgan Turner        | 瑪莎·卡普利 Martha Kaply                      | 個性內向的文靜女孩，不想牽扯任何跟人打交道的事情，導致她頂撞老師而被留校察看。                                              |
| 梅森·古奇歐 Mason Guccione     | 亞歴克斯·佛利克 Alex Vreeke                   | 1996年的小鎮居民，於那一年被吸入遊戲中後受困二十年，直到史賓賽四人進入遊戲才讓他得以逃生。成年的亞歴克斯由柯林·漢克斯飾演。 |

## 製作
2012年7月，傳聞哥倫比亞影業打算翻拍1995電影《逃出魔幻紀》，哥倫比亞影業的總裁道格·貝爾格萊德與《好萊塢報導》交談時表示，「我們會嘗試重新構想《野蠻遊戲》和對其進行更新」。2012年8月1日，證實原版電影的監製威廉·泰特勒和麥特·托馬赫將會回歸擔任新電影的監製。
2015年8月5日，索尼影視娛樂宣布將重拍《野蠻遊戲》，並定於2016年12月25日在美國上映。這消息在網路上獲得的反響並不佳，尤其原主角羅賓·威廉斯已過世。演員布萊德利·皮爾斯和E! News也對此感到詬病，後者表示他們認為翻拍是「不必要且侮辱的」。2016年1月14日，宣布重拍版電影由《愛愛上雲端》的導演傑克·卡斯丹執導。2016年1月20日，電影延期至2017年7月28日。2016年4月，巨石強森簽約擔任監製和主演；且據報導，凱文·哈特、傑克·布萊克與尼克·強納斯都在早期會談擔任共同主演。8月，巨石強森證實了電影並不會重啟，而是正宗續集，並先於夏威夷開拍。同月，強森於的Instagram上宣布，凱倫·吉蘭已加入劇組。2016年9月，強森釋出一張自己角色布雷史東博士的概念美術圖。

### 拍攝
拍攝正式於2016年9月在夏威夷州的檀香山進行。

## 發行
2015年8月，索尼將《野蠻遊戲：瘋狂叢林》定於2016年12月25日在美國上映，後來被延遲至2017年7月28日。2016年11月，美國的上映日再度延後至2017年12月22日。後又正式改至2017年12月20日。首支正式預告片於2017年6月29日在網上釋出。

### 評價
《野蠻遊戲：瘋狂叢林》獲得了好評居多的評價，爛番茄上根據238條評論，持有76%的新鮮度，平均得分為6.2／10，該網站表示：「《野蠻遊戲：瘋狂叢林》使用一群迷人的演員和幽默的轉折，提供一個要求不高，但堅實有趣的更新其源材料。」。。在Metacritic上，電影獲得了58分，總計為「中規中矩的評價」。據CinemaScore調查，觀眾的反響在A+到F間落於“A-”。

### 票房
北美方面，《野蠻遊戲：瘋狂叢林》與《大娛樂家》同天上映並競爭，外界預估《野蠻遊戲：瘋狂叢林》能在首週末（六天）從3600間戲院中獲得約6000萬美元的票房；而片商則保守地認為首週末應能獲得4500萬美元。該片在美國在三天就達到了3640萬美元，首週（六天）總票房達7200萬美元，位居當週票房排名第二。
台灣方面，首週五天票房為新台幣8452萬元；次週票房累計至新台幣1.49億元；第三週票房累計至新台幣1.75億元；第四週票房累計至新台幣1.88億元；最終全台票房為新台幣2.02億元。
| 上一届： 《與神同行》                  | 2017年台北週末票房冠軍 第52週  | 下一届： 《與神同行》               |
| 上一届： 《星球大戰：最後絕地武士》    | 2017年香港一週票房冠軍 第52週  | 下一届： 《玩轉極樂園》             |
| 上一届： 《STAR WARS：最後的絕地武士》 | 2018年美國週末票房冠軍 第1-3週 | 下一届： 《移動迷宮：死亡解藥》     |
| 上一届： 《移動迷宮：死亡解藥》        | 2018年美國週末票房冠軍 第5週   | 下一届： 《格雷的五十道陰影：自由》 |

## 彩蛋
在片中，當主角一行人被傑佛森·麥多諾帶到其基地時，傑佛森表示這基地並非其所建造，而是一個名為亞倫·帕里許（Alan Parrish）所建；同時鏡頭也顯示木條上刻著亞倫·帕里許的名字，以示懷念已故的羅賓·威廉斯，即《逃出魔幻紀》的男主角。

## 續集
巨石強森、傑克·布萊克和尼克·強納斯在採訪中表示，第三部《野蠻遊戲》電影有著探討遊戲起源的可能性。凱倫·吉蘭也認為，《野蠻遊戲：瘋狂叢林》有望推出續集。2018年2月，宣布傑克·卡斯丹、史考特·羅森柏格與傑夫·賓克將回歸為續集編劇，且仍由卡斯丹執導。而強森、凱文·哈特、布萊克和吉蘭也會回歸出演各自的角色。

## 外部連結
- 互联网电影数据库（IMDb）上《野蠻遊戲：瘋狂叢林》的资料（英文）
- 爛番茄上《野蠻遊戲：瘋狂叢林》的資料（英文）
- Box Office Mojo上《野蠻遊戲：瘋狂叢林》的資料（英文）
- AllMovie上《野蠻遊戲：瘋狂叢林》的资料（英文）
- Metacritic上《野蠻遊戲：瘋狂叢林》的資料（英文）
- Yahoo奇摩電影上《野蠻遊戲：瘋狂叢林》的資料（繁體中文）
- 開眼電影網上《野蠻遊戲：瘋狂叢林》的資料（繁體中文）
- 雅虎香港電影上《野蠻遊戲：瘋狂叢林》的資料（繁體中文）
- 豆瓣电影上《野蠻遊戲：瘋狂叢林》的資料 （简体中文）
- 时光网上《野蠻遊戲：瘋狂叢林》的資料（简体中文）